# Tożsamość internetowa
Tożsamość internetowa – tożsamość społeczna, którą użytkownik internetu ustanawia będąc w społeczności internetowej i na stronach internetowych. Chociaż niektórzy ludzie wolą używać swoich prawdziwych imion w sieci, niektórzy internauci cenią sobie anonimowość, identyfikując się za pomocą pseudonimów, które ujawniają różną ilość ich danych osobowych.
W niektórych przestrzeniach Internetu, włączając w to fora internetowe, MUD-y, komunikatory internetowe oraz sieciowe gry internetowe, użytkownicy mogą reprezentować samych siebie w sposób wizualny poprzez wybranie awataru, czyli obrazu graficznego wielkości ikony. Gdy dochodzi do interakcji innych użytkowników z ustanowioną tożsamością internetową, nabywa ona reputacji, co pozwala ludziom podjąć decyzję czy tożsamość jest godna zaufania. Niektóre strony internetowe używają adresu IP użytkownika w celu obserwowania jego tożsamości internetowej za pomocą takich metod jak śledzenie ciasteczek.
Pojęcie tożsamości oraz sposób w jaki na nie oddziałują nowe technologie są przedmiotem badań w takich dziedzinach nauki jak psychologia i socjologia. Utrata zahamowań w Internecie jest niechlubnym przykładem zjawiska, odwołującym się do pojęcia nierozsądnego i niezahamowanego zachowania w Internecie, wynikającym z anonimowości oraz satysfakcji publiczności.

## Pojęcie tożsamości, społeczna tożsamość internetowa

### Pojęcie tożsamości i ekspozycja tożsamości
Tworzenie się społeczności internetowej wynika z korzystania z sieci w celu wsparcia procesu społecznego oraz stanowi przestrzeń, w której ludzie mają możliwość wyrażenia i ujawnienia swojej tożsamości w kontekście społecznym.
Na przykład ludzie określają wyraźnie swoją tożsamość tworząc profile użytkowników serwisów społecznościowych takich jak Facebook, Nasza Klasa czy serwisy randkowe. Prowadząc bloga i wyrażając własne opinie, ludzie określają swoje tożsamości w inny sposób.
Ujawnienie tożsamości danej osoby może stwarzać pewne problemy związane z prywatnością oraz niepożądanym ujawnieniem danych osobowych. Jednak wiele osób przyjmuje strategie pozwalające im kontrolować poziom ujawniania ich danych osobowych w Internecie.

#### Wiarygodność tożsamości internetowych
Tożsamości wyznaczane przez ludzi w społecznościach internetowych niekoniecznie są wiarygodne. Na przykład badania pokazują, że ludzie kłamią na serwisach randkowych. W przypadku serwisów społecznościowych takich jak Facebook dochodzi do tego, że firmy proponują sprzedawanie "przyjaciół" jako sposób na zwiększenie widoczności użytkownika, tym bardziej podważając wiarygodność społecznej tożsamości.

### Zarządzanie reputacją
Biorąc pod uwagę podatność tożsamości internetowych, ekonomiści wyrazili zaskoczenie, że kwitnące witryny handlowe (np. Allegro) rozwinęły się w Internecie. Kiedy dwie osoby posługujące się pseudonimami zamierzają zawrzeć transakcję internetową muszą się zmierzyć z dylematem więźnia: transakcja może się udać tylko wtedy, gdy strony chcą sobie zaufać, ale nie mają one racjonalnych przesłanek ku temu. Ale cieszące się powodzeniem witryny handlowe mają rozwinięte systemy zarządzania reputacją, takie jak system komentarzy w serwisie Allegro, który zapisuje transakcje i dostarcza narzędzi, dzięki którym użytkownicy mogą oceniać siebie nawzajem w kontekście zaufania. Jednak istnieją użytkownicy ze złymi intencjami, którzy nadal mogą powodować poważne problemy na tego typu stronach.

### Tożsamość internetowa i pojęcie maski
Dorian Wiszniewski i Richard Coyne w swoim wkładzie do książki Budując społeczności internetowe odkrywają tożsamość internetową ze szczególnym uwzględnieniem pojęcia "maski" Zwracają oni uwagę, że w każdym przypadku, gdy osoba wchodzi w interakcje w kontekście społecznym, tym samym tworzy maskę swojej tożsamości. Podobnie dzieje się w Internecie i w zasadzie staje się nawet bardziej widoczne ze względu na decyzje, jakie musi podjąć inna osoba, dotyczące jego lub jej profilu. On lub ona muszą odpowiedzieć na konkretne pytania dotyczące wieku, płci, miejsca zamieszkania, nazwy użytkownika itd. Co więcej, jako osoba publikująca informacje w Internecie, on lub ona dodają coraz więcej do swojej maski w stylu pisania, używanym słownictwie czy poruszanych tematach.
Przede wszystkim, czy maska naprawdę skrywa tożsamość? Rodzaj raz wybranej maski odkrywa przynajmniej fragment osoby znajdującej się za maską. Można to nazwać metaforą maski. Internetowa maska nie ujawnia rzeczywistej tożsamości osoby. Jednakże odkrywa przykład tego, co może kryć się za maską. Na przykład, jeśli osoba zdecyduje się zachowywać w Internecie jak gwiazda rocka, ta metafora pokazuje zainteresowanie danej osoby muzyką rockową. Nawet jeśli osoba zdecyduje się na ukrywanie siebie za całkowicie fałszywą tożsamością, to mówi to coś o strachu i braku poczucia własnej wartości stojących za fałszywą maską.
Po drugie, czy maski są konieczne w internetowych interakcjach? Ze względu na dużą emocjonalną i psychologiczną dynamikę, ludzie mogą być niechętni do internetowej współpracy. Wywołując maskę tożsamości osoba może stworzyć sobie poczucie bezpieczeństwa w Internecie. Jedną z największych obaw dotyczących tożsamości internetowej jest kradzież tożsamości bądź dopuszczenie się w związku z nią nadużycia. Ten strach powstrzymuje ludzi od dzielenia się informacjami na temat tego kim są. Niektórzy z nich są tak przerażeni możliwością kradzieży tożsamości bądź jej nadużycia, że nie ujawniają nawet informacji, które zostały już publicznie przedstawione. Poprzez stworzenie maski osoby mogą wchodzić w interakcje z innymi z pewną dozą zaufania i bez strachu.
Po trzecie, czy maski są pomocne w edukacji? Wiszniewski and Coyne twierdzą, że "Edukacja może być postrzegana jako proces zmiany, poprzez który tożsamość się kształtuje, sposób w jaki jednostka znajduje swoje miejsce. Edukacja implikuje transformację tożsamości. Edukacja, pośród innych rzeczy, jest procesem budowania sensu tożsamości, generalizowanym jako proces intelektualny." Uczniowie wchodząc w interakcje w społeczności internetowej muszą dzielić się pewnymi informacjami o sobie oraz muszą istnieć osoby, które odpowiedzą na ten wkład. W ten sposób maska jest stale kształtowana poprzez dialog z innymi a tym samym uczniowie zyskają bogatsze i głębsze poczucie tego kim są. Będzie to proces intelektualny, który pomoże uczniom zrozumieć ich mocne i słabe strony.

### Tożsamość mieszana
W niektórych kontekstach Internetu, takich jak internetowe serwisy randkowe czy fani rocka, kiedy użytkownicy spotykają się także poza Internetem można mówić o pojęciu tożsamości mieszanej.

### Seksualność i tożsamość internetowa
Szeroko dyskutowany temat w zakresie tożsamości internetowej to ten o płci społeczno-kulturowej oraz orientacji seksualnej. Pomimo rosnącej tolerancji i akceptacji dla różnych form seksualności w społeczeństwie, uprzedzenia na tym tle są wciąż obecne w życiu. W Internecie użytkownicy mają możliwość wejścia w popularne, internetowe gry sieciowe takie jak: Final Fantasy 11, World of Warcraft, czy Second Life, gdzie znajduje się wiele sposobności do przedefiniowania seksualnej i płciowej tożsamości oraz gdzie duża część interakcji poświęcona jest budowaniu relacji.

#### Stosunek do ograniczeń świata rzeczywistego
Ostatecznie tożsamość internetowa nie może być całkowicie wolna od społecznych ograniczeń nakładanych w świecie rzeczywistym. Jak pisze Westfall "pomysł całkowitego odejścia od hierarchii społecznej i społecznych restrykcji nie występuje w Internecie, gdzie tożsamość wciąż kształtowana jest przez innych". Westfall porusza ważne, ale wciąż rzadko omawiane, problemy skutków umiejętności pisania, czytania oraz komunikowania się użytkowników Internetu. W rzeczy samej, te umiejętności lub ich brak mają zdolność kształtowania wirtualnej percepcji osoby podobnie jak kształtują percepcję poprzez ciało w rzeczywistym świecie.

#### Obawy
Przede wszystkim istnieją obawy dotyczące tożsamości internetowej koncentrującej się wokół obszarów wprowadzania w błąd i przeciwstawnych skutków działań w sieci i poza nią. Seksualność i zachowania seksualne przejawiane w Internecie dostarczają jedne z bardziej kontrowersyjnych debat z udziałem zaniepokojonych osób na temat drapieżnej natury niektórych użytkowników. Odnosi się to szczególnie do obaw związanych z dziecięcą pornografią oraz zdolnością pedofilów do ukrywania swojej tożsamości.
Wreszcie obawy dotyczące powiązań między życiem prowadzonym w sieci a życiem poza nią, które stanowią wyzwanie w kontekście rozumienia tego, co stanowi prawdziwe doświadczenie. W odniesieniu do płci, seksualności oraz zachowań seksualnych, możliwość zabawy tymi pojęciami doprowadziły do zadania sobie pytania o to jak wirtualne doświadczenie może wpływać na emocje osoby w realnym życiu. Jak twierdzi McRae seks wirtualny nie tylko komplikuje, ale prowadzi także do drastycznego rozlegulowania podziału między umysłem, ciałem i self co stało się wygodnym truizmem zachodniej metafizyki. Projektowane w świat wirtualny umysł, ciało i self stają się gotowymi, świadomymi konstruktami, poprzez które osoby oddziałują na siebie.

## Tożsamość internetowa i rynek
Tożsamość internetowa, która zdobyła doskonałą reputację jest cenna z dwóch powodów: po pierwsze, jedna lub więcej osób zainwestowało sporo czasu i wysiłku, aby zbudować reputację tożsamości; po drugie, inni użytkownicy patrzą na reputację tożsamości i próbują zadecydować czy jest ona wystarczająco wiarygodna. Dlatego też nie dziwi fakt, że tożsamości internetowe zostały wprowadzone do sprzedaży na internetowych serwisach aukcyjnych. Jednak, powstały konflikty na tle praw własności internetowych tożsamości. Ostatnio, użytkownik internetowej gry sieciowej o nazwie Everquest, którego właścicielem jest firma Sony Online Entertainment, Inc., próbował sprzedać swoją tożsamość za pośrednictwem serwisu aukcyjnego eBay. Sony sprzeciwił się twierdząc, że bohater jest intelektualną własnością firmy Sony i zażądał usunięcia aukcji. Na warunkach określonych w ustawie o cyfrowym zarządzaniu prawem autorskim, eBay mógł zostać stroną procesu sądowego o naruszeniu praw autorskich, w przypadku nie dostosowania się do umowy. Pozostawione bez odpowiedzi jest fundamentalne pytanie: kto posiada tożsamość internetową stworzoną na komercyjnych stronach internetowych? Czy tożsamość internetowa należy do osoby, która ją stworzyła czy do firmy produkującej oprogramowanie użyte do stworzenia tożsamości?

## Tożsamość internetowa w różnych kontekstach

### Blogowanie
Kiedy blogi pozwalają osobie na wyrażanie własnych opinii w formie eseju lub jako część szerszej dyskusji, tym samym tworzą publiczne forum dla wyrażania poglądów. Osoby prowadzące bloga często decydują się na posługiwanie się pseudonimami na takich platformach jak Wordpress czy Blogster, aby chronić dane osobowe oraz pozwolić sobie na większą swobodę pisania i wyrażania opinii, które mogą być niepopularne wśród rodziny czy pracowników. Używanie pseudonimu (oraz rozsądne podejście do ujawniania danych osobowych) mogą pozwolić osobie na ochronę swojej prawdziwej tożsamości, a jednocześnie budować reputację w Internecie używając przyjętego imienia.
Wytwory internetowej sieci społecznej takie jak MySpace czy Facebook pozwalają ludziom zachować internetową tożsamość przy sytuacji nakładania się wirtualnego i realnego świata. Są to często tożsamości stworzone w celu uwzględnienia konkretnych aspektów osoby czy najlepszej możliwej wersji ich samych. Podobizny zawierają zdjęcia, komunikowanie się z innymi przyjaciółmi i członkostwo w sieciach społecznych. Kontrola prywatności, ograniczona w szczególności do określonych sieci na Facebooku, jest także częścią społecznej tożsamości w sieci.

### Wirtualne klasy versus klasy tradycyjne: tożsamość internetowa

#### Spostrzeganie profesora
Uczenie się poprzez Internet powoduje zmiany w postrzeganiu profesora. Podczas gdy anonimowość może pomóc niektórym studentom osiągnąć wyższy poziom swobody, profesorowie muszą zachować aktywną tożsamość, z którą studenci wchodzą w interakcje. Studenci powinni czuć, że ich profesor jest gotowy pomóc kiedykolwiek by tego potrzebowali. Chociaż studenci i profesorowie mogą nie mieć okazji spotkania się osobiście, e-maile i korespondencja między nimi powinna mieć miejsce w odpowiednim czasie. Bez tego studenci mają skłonność do opuszczania zajęć kiedy mają wrażenie, że błądzą w trakcie kursu bez nikogo, kto mógłby wskazać im drogę.